# IDJ TV
 (транскр.  Ај-Ди-Џеј ТВ) је српски телевизијски канал у власништву групације United Media. Емитује се од 15. новембра 2016. године.